# The Good Girl
Pour plus de détails, voir Fiche technique et Distribution.
The Good Girl est un film américano-germano-néerlandais réalisé par Miguel Arteta, sorti en 2002.

## Synopsis
Justine Last est mariée et aimée de son époux. Et pourtant, elle n'est pas une femme heureuse : sa vie s'est installée dans une morne routine et son paresseux de mari passe plus de temps à fumer des joints avec son meilleur ami Bubba qu'à essayer d'avoir un enfant avec elle.
C'est alors qu'elle rencontre Holden Worther, un séduisant jeune homme qui semble connaître les mêmes angoisses existentielles qu'elle et en qui elle croit reconnaître son âme-sœur. Grâce à lui, elle va réapprendre à vivre intensément jusqu'au jour où cette relation va devenir obsédante, mais obsédante pour qui ?

## Fiche technique
Sauf indication contraire, les informations mentionnées dans cette section peuvent être confirmées par les bases de données cinématographiques IMDb et Allociné,  présentes dans la section « Liens externes ».
- Titre original et français : The Good Girl
- Titre québécois : Une bonne fille
- Réalisation : Miguel Arteta
- Scénario : Mike White
- Musique : Tony Maxwell, James O'Brien, Mark Orton et Joey Waronker
- Direction artistique : Macie Vener
- Décors : Daniel Bradford
- Costumes : Nancy Steiner
- Photographie : Enrique Chediak
- Son : Chris David, Dane A. Davis, Wayne Heitman, Christopher Sheldon
- Montage : Jeff Betancourt
- Production : Matthew Greenfield
  - Production déléguée : Carol Baum, Kirk D'Amico et Philip von Alvensleben
  - Coproduction : Shelly Glasser et Gina Kwon
- Sociétés de production :
  - États-Unis : Flan de Coco Films, Fox Searchlight Pictures, Good Girl LLC, Myriad Pictures
  - Allemagne : In-Motion AG Movie & TV Productions et World Media Fonds V (WMF V)
  - Pays-Bas : Hungry Eye Lowland Pictures B.V.
- Sociétés de distribution : Fox Searchlight Pictures (États-Unis) ; Independent Films et Bridge Entertainment Group (Pays-Bas) ; Mars Distribution (France)
- Budget : 8 millions USD[1],[2]
- Pays de production :  États-Unis,  Allemagne,  Pays-Bas
- Langue originale : anglais
- Format : couleur — 35 mm — 1,85:1 (Panavision) — son Dolby Digital
- Genre : comédie, drame, romance
- Durée : 93 minutes
- Dates de sortie[3] :
  - États-Unis : 12 janvier 2002 (Festival du film de Sundance), 29 juin 2002 (Festival du film de Los Angeles), 7 août 2002 (sortie limitée), 30 août 2002 (sortie nationale)
  - Canada : 25 août 2002
  - France : 5 septembre 2002 (Festival du cinéma américain de Deauville), 18 juin 2003 (sortie nationale)[4]
  - Pays-Bas : 25 janvier 2003 (Festival international du film de Rotterdam), 27 février 2003 (sortie nationale)
  - Allemagne : 16 décembre 2004 (sortie directement en DVD)
  - Belgique : avril 2011
- Classification[5] :
  - États-Unis : les enfants de moins de 17 ans doivent être accompagnés d'un adulte (R – Restricted)[N 1]
  - Allemagne : interdit aux moins de 12 ans (FSK 12)
  - Pays-Bas : potentiellement préjudiciable jusqu'à 12 ans (Mogelijk schadelijk voor kinderen onder de 12 jaar)[6]
  - France : tous publics[7]
  - Québec : tous publics (G - General Rating)

## Distribution
- Jennifer Aniston (V.F. : Dorothée Jemma) : Justine Last
- Jake Gyllenhaal (V.F. : Alexis Tomassian) : Thomas "Holden" Worther
- Mike White (V.F. : Franck Capillery) : Corny
- Zooey Deschanel (V.F. : Ingrid Donnadieu) : Cheryl
- John C. Reilly (V.F. : Jérôme Pauwels) : Phil Last
- Tim Blake Nelson (V.F. : Franck Hervé) : Bubba
- Deborah Rush : Gwen Jackson
- John Carroll Lynch (V.F. : Claude Brosset) : Jack Field
- Ken Rudulph (V.F. : Julien Kramer) : Lui-même
- John Doe : M. Worther
- Roxanne Hart : Mme Worther

Source et légende : Version Française (V.F.) sur Voxofilm et RS Doublage

## Production

### Tournage
- Le tournage de The Good Girl étant particulièrement serré (200 scènes sur trente-trois jours) et le personnage de Justine étant présent sur presque chaque plan, Jennifer Aniston avoue avoir connu avec ce film l'un des tournages les plus éprouvants de sa carrière : "Dans ma vie, à ce moment-là, je ne faisais que tourner, dormir, tourner, dormir... Je n'avais pas le temps de penser à autre chose que ce film."
- Pour The Good Girl, Jennifer Aniston a entamé un tournage réparti sur trente jours, entièrement dépendant des jeudis et vendredis consacrés à Friends, alors également en pleine production.

### Bande originale
- Missed Kiss - Andrew Gross & Phil Cordaro
- Air - Penguin Cafe Orchestra
- Steady State - Penguin Cafe Orchestra
- Black Eyed Dog - Nick Drake
- I'll Be Seeing You - Kate Smith
- Cello Song - Nick Drake
- Who's Sorry Now - Sandy Posey
- Ride Ride - Gillian Welch

## Accueil

### Accueil critique
Aux États-Unis, The Good Girl est bien reçu par la critique :
- Sur le site agrégateur américain Rotten Tomatoes, le film bénéficie d'un taux d'approbation de 82 % basé sur 158 critiques collectées (130 critiques positives et 28 négatives) obtenant une moyenne de 3,4⁄5. Le consensus critique du site Web se lit comme suit : « Comédie dramatique sombre avec des performances exceptionnelles de Jennifer Aniston et Jake Gyllenhaal, The Good Girl est un regard émouvant et astucieux sur les passions de deux âmes troublées dans une petite ville. »[10].

- Sur Metacritic, le film a une partition de 71⁄100 sur la base de 35 critiques collectées (25 critiques positives et 10 mitigées), indiquant "des critiques généralement favorable". Quant au public, il est plutôt reconnaissant en obtenant une moyenne de 7,0⁄10 sur la base de 34 évaluations[11].

En France, l'accueil est mitigé, puisqu'il obtient une moyenne de 2,9⁄5 sur le site AlloCiné, pour 18 critiques de presse.

### Box-office
Le film sort aux États-Unis le 7 août 2002 dans 4 salles, rapportant 151 642 USD de recettes pour son premier week-end d'exploitation, pour une moyenne de 37 910 USD par salle, lui permettant d'atteindre la 29e place du box-office américain. Peu à peu, il obtient un plus grand nombre de salles, allant jusqu'à obtenir 688 salles, ce qui lui permet de rapporter 14 018 296 USD de recettes. À l'international, seuls 2 837 828 USD de recettes ont été engrangées lors de son exploitation.
Sorti en France dans 68 salles le 18 juin 2003, The Good Girl ne parvient pas à atteindre plus haut que la 15e place du box-office avec 61 533 entrées lors de sa première semaine d'exploitation. Resté cinq semaines à l'affiche, il finit avec un total de 100 121 entrées.

## Récompenses

### Récompenses
| Récompenses 2002-2005 du film The Good Girl | Récompenses 2002-2005 du film The Good Girl | Récompenses 2002-2005 du film The Good Girl                                     | Récompenses 2002-2005 du film The Good Girl |
| Années                                      | Évènements                                  | Catégories / Récompenses                                                        | Lauréat(es)                                 |
| ------------------------------------------- | ------------------------------------------- | ------------------------------------------------------------------------------- | ------------------------------------------- |
| 2002                                        | Festival international du film de Gijón     | Meilleur direction artistique                                                   | Daniel Bradford                             |
| 2002                                        | National Board of Review                    | Reconnaissance spéciale pour l’excellence dans la réalisation cinématographique | Miguel Arteta                               |
| 2003                                        | Film Independent's Spirit Awards            | Meilleur scénario                                                               | Mike White                                  |
| 2003                                        | Teen Choice Awards                          | Meilleure actrice dans un film dramatique / action aventure                     | Jennifer Aniston                            |
| 2005                                        | Film Independent's Spirit Awards            | Prix des producteurs/productrices                                               | Gina Kwon                                   |

### Nominations
| 2002 | Boston Society of Film Critics Awards   | Meilleur acteur dans un second rôle                                     | John C. Reilly                      |
| 2002 | Festival international du film de Gijón | Meilleur film (Grand Prix Asturias)                                     | Miguel Arteta                       |
| 2003 | Chlotrudis Awards                       | Meilleur acteur dans un second rôle                                     | John C. Reilly                      |
| 2003 | Film Independent's Spirit Awards        | Meilleure production                                                    | Matthew Greenfield                  |
| 2003 | Film Independent's Spirit Awards        | Meilleure actrice                                                       | Jennifer Aniston                    |
| 2003 | Film Independent's Spirit Awards        | Meilleur acteur dans un second rôle                                     | John C. Reilly                      |
| 2003 | Golden Trailer Awards                   | Meilleure bande-annonce d’un film dramatique                            | The Good Girl                       |
| 2003 | Online Film Critics Society Awards      | Meilleure actrice                                                       | Jennifer Aniston                    |
| 2003 | Satellite Awards                        | Meilleure actrice dans un film musical ou une comédie                   | Jennifer Aniston                    |
| 2003 | Satellite Awards                        | Meilleur acteur dans un second rôle dans un film musical ou une comédie | Jake Gyllenhaal                     |
| 2003 | Satellite Awards                        | Meilleur acteur dans un second rôle dans un film musical ou une comédie | John C. Reilly                      |
| 2003 | Satellite Awards                        | Meilleur scénario original                                              | Mike White                          |
| 2003 | Teen Choice Awards                      | Meilleure révélation masculine de l'année                               | Jake Gyllenhaal                     |
| 2003 | Teen Choice Awards                      | Meilleure menteuse                                                      | Jennifer Aniston                    |
| 2003 | Teen Choice Awards                      | Meilleur baiser                                                         | Jennifer Aniston et Jake Gyllenhaal |

### Sélection
- Festival du cinéma américain de Deauville 2002 : longs métrages - compétition pour Miguel Arteta

## Éditions en vidéo
En France, le film The Good Girl est sorti en DVD le 5 février 2004. Par la suite, le film est ressorti en DVD le 19 janvier 2005 et le 2 janvier 2007.